# 대풍산단로
대풍산단로(Daepungsandan-ro)는 충청북도 음성군 대소면에 있는 음성군도로, 총 연장은 3.261 km이다. 이름이 유래된 것은 대풍산업단지에서 인용한 명칭으로 제정되었다.

## 역사
- 2009년 9월 22일 : 도로명으로 대풍산단로를 고시

## 지리

### 주요 경유지
- 음성군
  - 대소면 (오류리 - 대풍리 - 내산리 - 대풍리)

### 접촉하는 도로
- 대금로 (국가지원지방도 제82호선)

### 주요 건물 및 시설
- 융보목련아파트 상가동 (대풍산단로 8/오류리 218-27)
- 융보목련아파트 (대풍산단로 12-8/오류리 218-27)
- 조광페인트 음성공장 (대풍산단로 58/대풍리 36)
- 한독 음성공장 (대풍산단로 78/대풍리 37)
- 태남메디코스 (대풍산단로 108/대풍리 38-6)
- 오뚜기 음성공장 (대풍산단로 128/대풍리 40-1)
- 건국우유 음성공장 (대풍산단로 197/대풍리 39-2)